# Cerro Maggiore
Cerro Maggiore település Olaszországban, Lombardia régióban, Milánó megyében. Lakosainak száma 14 884 fő (2023. január 1.). Cerro Maggiore Legnano, Nerviano, Parabiago, Rescaldina, San Vittore Olona, Origgio és Uboldo községekkel határos.

## Népesség
A település lakossága az elmúlt években az alábbi módon változott:
| Lakosok száma | 15 235 | 15 224 | 15 211 | 14 884 |
|               | 2013   | 2017   | 2018   | 2023   |